# 林炫
林炫（？—1545年），字貞孚，號榕江，福建福州府閩縣林浦鄉人，明朝政治人物。

## 生平
正德八年（1513年）癸酉科福建鄉試舉人，九年（1514年）甲戌科二甲進士，授禮部主事。嘉靖年間，因參與大禮議而忤旨，歷官南京禮部儀制司郎中，在家長居。其才識過人，喜愛文學。十九年（1540年）起用，復任禮部精膳司署郎中，二十年（1541年）丁父憂，二十三年（1544年）官至南京通政司右參議，二十四年（1545年）卒於官。

## 家族
福州東林家族在明朝一季，共有八位進士，其中有五位官至尚書。史稱「三代五尚書，七科八進士」。曾祖林鏐，祖父林瀚，父林庭㭿。
娶鄭京（1494年-1575年），戶部郎中鄭汝美女，封安人。
子林世璧、繼子林世瑫。